# Teloglabrus londti
Teloglabrus londti är en tvåvingeart som beskrevs av Feijen 1983. Teloglabrus londti ingår i släktet Teloglabrus och familjen Diopsidae. Inga underarter finns listade i Catalogue of Life.